# The Miracle (of Joey Ramone)
Singles de U2
Invisible
(2014) Every Breaking Wave
(2014)
The Miracle (of Joey Ramone) est une chanson du groupe de rock irlandais U2, sortie le 15 septembre 2014 sous le label Island Records. Il est produit par Danger Mouse, Paul Epworth et Ryan Tedder. C'est le premier single extrait de leur 13e album studio, Songs of Innocence, également sorti en 2014. Le titre de la chanson fait référence au musicien américain Joey Ramone, chanteur du groupe punk rock The Ramones.

## Historique
The Miracle (of Joey Ramone) est issu des sessions d'enregistrement de U2 avec Danger Mouse en 2010, et se composait initialement d'une boucle de batterie et d'une guitare acoustique. Avec l'aide des producteurs Ryan Tedder et Paul Epworth, il a évolué vers une chanson plus rock appelée Siren, avec un texte comparant la musique du groupe punk rock Ramones à un chant de sirènes.
L'ancien batteur du groupe, Marky Ramone, a fait l'éloge de la chanson tout en regrettant que U2 n'ait pas mentionné le nom de Joey Ramone dans les paroles. Quoi qu'il en soit, il a ajouté que Joey serait très reconnaissant pour cet hommage.

## Paroles
Dans la chanson, Bono raconte comment un concert des Ramones a changé sa vie :

« Ce concert des Ramones m'a changé en tant que chanteur. Parce qu'il ne hurlait pas, sa voix était très mélodique, et cela m'a donné confiance en moi. Mais c'est un concert de The Clash qui nous a donné envie de faire U2. C'était la révolution, tellement sauvage et leurs paroles avaient un message très politique. Nous essayons de ne jamais perdre cette innocence, cette volonté de se battre pour nos idées, nos chansons, de rester honnêtes vis-à-vis du commerce, de la musique, des technologies. On essaye de ne pas jouer les artistes importants de pacotille. On se bat pour rester vrais. Et on revient à la première et seule question qui vaille : pourquoi on a formé ce groupe. »

— Bono, Interview dans Le Parisien

## Clip
Dans le vidéo-clip, U2 part dans un délire quelque peu psychédélique pour illustrer sa nouvelle chanson. Bono, The Edge, Adam Clayton et Larry Mullen Junior jouent leur titre avec énergie dans un déluge permanent de couleurs et de lumières. A plusieurs égards, cette vidéo rappelle la publicité Echoes pour Apple qui utilisait déjà le même morceau.
Le clip de la chanson est présenté le 14 octobre 2014 sur iTunes store. Il est réalisé par Mark Romanek. 

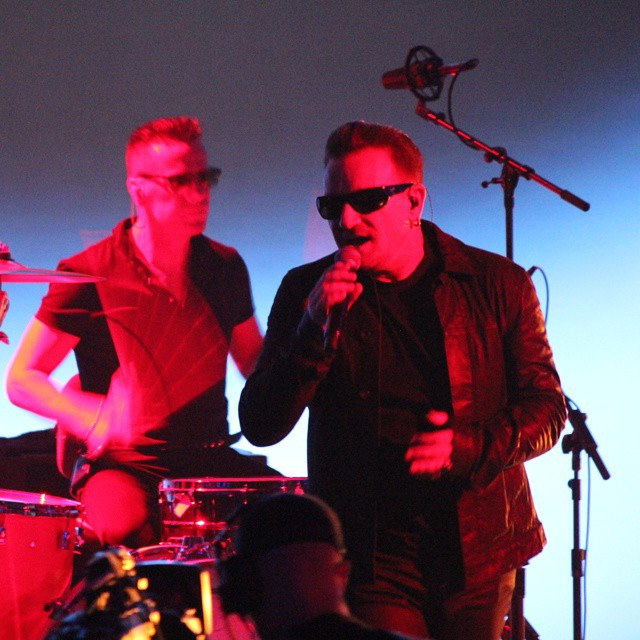
Le 9 septembre 2014, au Flint Center de Cupertino (Californie), U2 interprète son premier single, The Miracle (of Joey Ramone).

## Critique
Pour Rolling Stone, « la chanson d’ouverture capture le big bang de l’éveil musical de Bono  [...] on dirait que le groupe n’essaie pas délibérément de sonner comme les Ramones mais, au lieu de cela, le morceau commence par un puissant éclat de guitare de The Edge, presque à la « Mysterious Ways », et est conduit par une mélodie chantante de Bono et un refrain vocal overdub. »

## Classements
| Classements (2014)                      | Meilleure position |
| --------------------------------------- | ------------------ |
| Belgique (Flandre Ultratop 50 Singles)  | 35                 |
| Belgique (Wallonie Ultratop 50 Singles) | 27                 |
| Canada (Hot 100)                        | 4                  |
| États-Unis (Alternative Songs)          | 31                 |
| États-Unis (Rock Airplay)               | 19                 |